# Nachtjagdgeschwader 7
Nachtjagdgeschwader 7 (dobesedno slovensko: Nočni-lovski polk 7; kratica NJG 7) je bil nočno-lovski letalski polk (Geschwader) v sestavi nemške Luftwaffe med drugo svetovno vojno.

## Organizacija
- štab
- I. skupina[1]